# Espías sin fronteras
Espías sin fronteras (título original: Company Business) es una comedia de espionaje de 1991 dirigida por Nicholas Meyer y protagonizada por Gene Hackman, Mijaíl Barýshnikov y Kurtwood Smith.

## Argumento
Finalizada la Guerra Fría, el agente de la CIA Sam Boyd (Gene Hackman, 'Tras la línea enemiga'), es relegado de su puesto. Ante esta situación decide ofrecer sus servicios como espía a empresas, donde elabora investigaciones para conocer las fórmulas secretas de los productos de la competencia.
Un día, recibe una llamada de la CIA. Para sorpresa de él quieren readmitirle en el cuerpo. Desean que lleve a cabo una misión junto a otro exagente del servicio secreto soviético, Pyiotr Grushenko. Deberán ir hasta Berlín para efectuar un rutinario intercambio entre presos rusos. Pero al llegar allí descubren que todo esto es una tapadera que sus propias agencias han planeado para quitárselos del medio. En ese momento ambos agentes empiezan a realizar su propia investigación para descubrir que están tramando. Mientras tanto tendrán que huir a diferentes países europeos para no ser asesinados.

## Reparto
| Actor              | Personaje                 |
| ------------------ | ------------------------- |
| Gene Hackman       | Sam Boyd                  |
| Mijaíl Barýshnikov | Pyotr Ivanovich Grushenko |
| Kurtwood Smith     | Elliot Jaffe              |
| Terry O'Quinn      | Coronel Pierce Grissom    |
| Daniel von Bargen  | Mike Flinn                |
| Oleg Rudnik        | Coronel Grigori Golitsin  |
| Géraldine Danon    | Natasha Grimaud           |
| Nadim Sawalha      | Faisal                    |
| Michael Tomlinson  | Dick Maxfield             |
| Howard McGillin    | Bruce Wilson              |

## Producción
Al principio, cuando se escribió el guion de la película en 1989, se le puso el título Dinosaurs e iban a filmarlo a principios de 1990. Sin embargo el muro de Berlín cayó el 9 de noviembre de 1989, por lo que Nicholas Meyer tuvo que reescribirlo, ya que parte del guion tenía que ver con ess muralla.
Finalmente se empezó a filmarlo el 19 de marzo de 1990 en Berlín, Alemania. Se filmó allí, en París, Francia, Berlín, Alemania, Washington D. C., Estados Unidos y en Anguila en territorio británico de ultramar. Como había siempre cambios políticos en esa época a causa del fin de la Guerra Fría, Nicholas Meyer tuvo siempre que hacer cambios en el guion, lo que causó problemas adicionales. También se cambió el título otras dos veces hasta que finalmente se nombró la película Company Business en el tercer y último cambio. Adicionalmente Meyer también tenía enfrentamientos constantes con Gene Hackman durante el rodaje. Por todo ello Meyer calficó el rodaje posteriormente como una catástrofe.

## Estreno
Finalmente, una vez hecho el filme, se planeó su estreno el 3 de mayo de 1991, pero la fusión de Pathé con MGM/UA retrasó el estreno hasta que finalmente se estrenó la producción cinematográfica el 6 de septiembre de 1991.

## Recepción
La película fue un completo fracaso de taquilla y también en la crítica. El propio Mijaíl Barýshnikov, que encarnaba uno de los protagonistas, estuvo tan insatisfecho de la película que rechazó hacer la más mínima publicidad de ella.
Hoy en día la producción cinematográfica ha sido valorada en portales cinematográficos. En IMDb, con aproximadamente 3200 votos registrados, la película obtiene una media ponderada de 5,6 sobre 10. En cuanto a Rotten Tomatoes, los más de 1000 votos registrados en el portal dieron a este filme una valoración media de 2,7 de 5 También cabe destacar, que el 52 % de los usuarios de La Vanguardia la valoraron positivamente.